# Massive
«Massive» es una canción del dueto conformado por los músicos del género electrónico Martyn Ware y Vince Clarke publicado en 2001. Esto forma parte de su proyecto común Illustrious Company.
Dicha canción apareció en el álbum Music for the 3rd Millennium Vol.3.